# Grebenstein
Grebenstein is een plaats en gemeente in de Duitse deelstaat Hessen, gelegen in de Landkreis Kassel. De stad telt 5.720 inwoners.

## Geografie

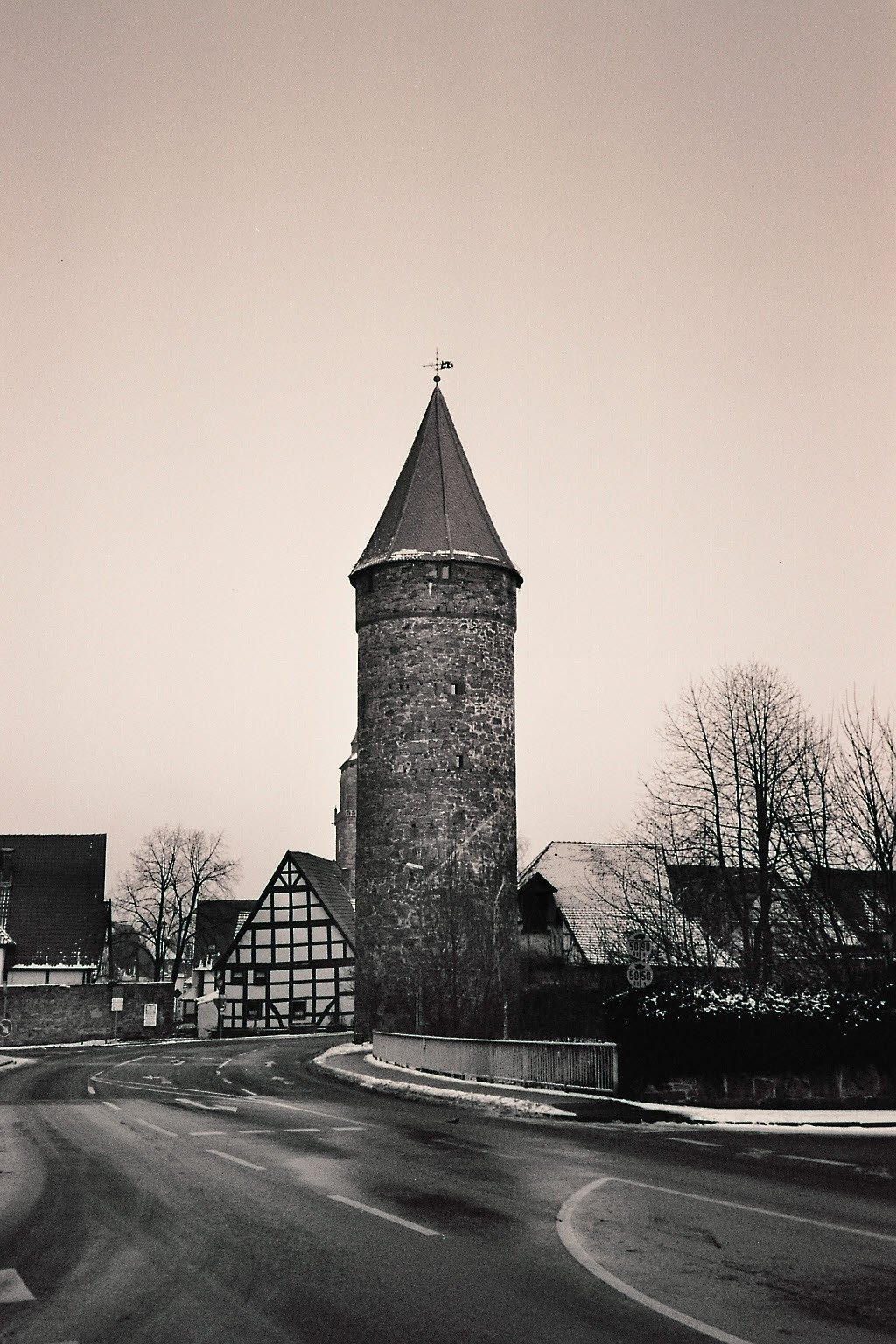
Een historische toren van de stadsmuur van Grebenstein

Grebenstein heeft een oppervlakte van 49,85 km² en ligt in het centrum van Duitsland, iets ten westen van het geografisch middelpunt.

## Plaatsen in de gemeente Grebenstein
- Burguffeln
- Grebenstein
- Schachten
- Udenhausen

## Partnergemeenten
Grebenstein is bevriend met de volgende drie partnergemeenten:
- Lezoux (Frankrijk)
- Sarsina (Italië)
- Lopik (Nederland)

## Geboren in Grebenstein
- Herman II van Hessen

Ahnatal · Bad Emstal · Bad Karlshafen · Baunatal · Breuna · Calden · Espenau · Fuldabrück · Fuldatal · Grebenstein · Habichtswald · Helsa · Hofgeismar · Immenhausen · Kaufungen · Liebenau · Lohfelden · Naumburg · Nieste ·  Niestetal ·  Reinhardshagen · Schauenburg · Söhrewald · Trendelburg · Vellmar · Wesertal · Wolfhagen · Zierenberg